# وارث بلافصل
وارث بلافصل نخستین فرد در یک صف جانشینی است که با تولد شخص دیگری قابل محروم شدن از توارث نیست. در مقابل، وارث مقدر کسی است که در توارث یک عنوان در جایگاه اول است ولی ممکن است با تولد فرد شایسته‌تر جایگزین شود.
امروزه این الفاظ عموماً در توصیف وارثان عناوین یا مناصب موروثی مخصوصاً وقتی که تنها یک نفر بتواند آنها را به ارث ببرد، به کار می‌روند. بیشتر پادشاهی‌ها به وارثان بلافصل تاج و تخت شان با الفاظ وصفی مثل ولیعهد می‌گویند ولی ممکن است این وارثان با عناوین طولانی‌تر مثل شاهزاده اورانگه در هلند، شاهزاده آستوریاس در اسپانیا، یا شاهزاده ولز در بریتانیا و دیگر قلمروهای مشترک‌المنافع یاد شوند.